# Daberspitze
Daberspitze är en bergstopp i Österrike. Den ligger i distriktet Lienz och förbundslandet Tyrolen, i den centrala delen av landet. Toppen på Daberspitze är 3 402 meter över havet, eller 248 meter över den omgivande terrängen.
Den högsta punkten i närheten är Rötspitze, 3 495 meter över havet, norr om Daberspitze.
Trakten runt Daberspitze består i huvudsak av kala bergstoppar och isformationer.